# Eustrotia thionaris
Eustrotia thionaris är en fjärilsart som beskrevs av William Schaus 1904. Eustrotia thionaris ingår i släktet Eustrotia och familjen nattflyn. Inga underarter finns listade i Catalogue of Life.